# Piso de madeira

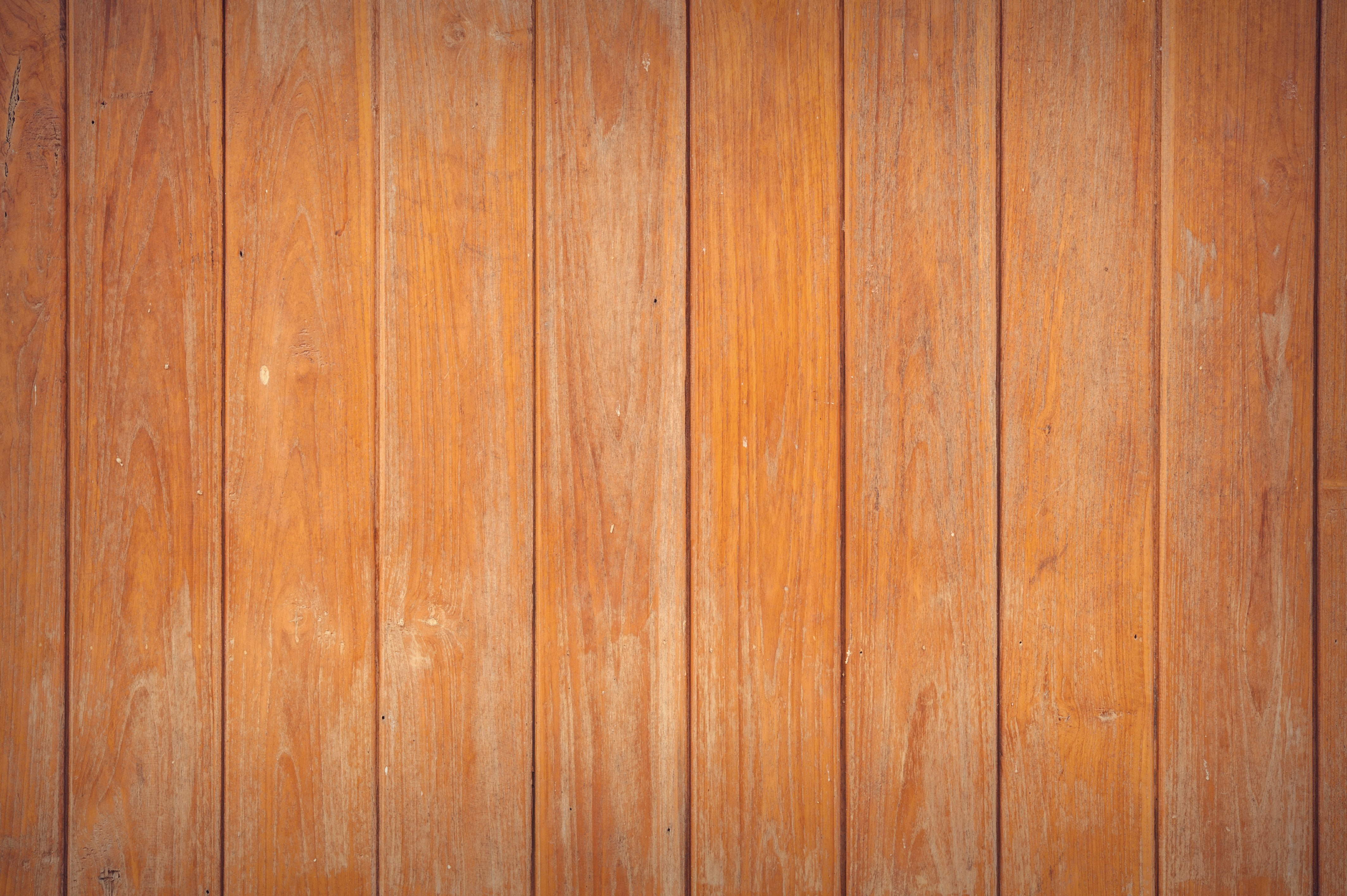
Amostra ilustrativa de um piso de madeira.

O  piso de madeira é um tipo de piso que utiliza a madeira como principal material para sua construção. 

## Tipologia

### Pisos maciços
Assoalho: Peças variando entre 8 e 22mm de espessura, largura entre 57 e 210mm e comprimentos variando entre 280 e 6000mm. Peças apresentam encaixes macho/fêmea em 2 ou 4 laterais.
Taco: Peças de madeira maciça com ou sem encaixes macho/fêmea nas laterais, espessura entre 8 e 20mm, largura e comprimento fixos, podendo ser confeccionados em várias dimensões. Geralmente, as dimensões do comprimento são múltiplas em relação à largura.
Parquet: São várias peças maciças unidas, formando placas quadradas de 240 x 240mm, 482 x 482mm, ou de dimensões e formatos variados. Sua espessura pode variar entre 6 e 18mm. Também podem ser chamados de parquet mosaico, devido à possibilidade de formação de diferentes desenhos no momento da instalação. Não possuem encaixes laterais ou de topo.

### Pisos engenheirados
Estruturado maciço: É constituído por uma base de painel de madeira e um revestimento de madeira serrada adequado para piso chamado de lamela, que geralmente apresenta espessuras entre 2 e 5mm. A base deste piso é constituída de peças de madeira maciça unidas lateralmente. As espessuras são entre 11, 15 e 19mm.
Estruturado Lamela (multi-estruturado): É constituído por uma base de painel de madeira e um revestimento de madeira serrada que geralmente apresenta espessuras entre 2 e 5mm. No Brasil, normalmente, a base deste piso é de painel de madeira compensada com número de lâminas variável conforme a espessura final do piso que pode variar entre 9,5 e 19mm.
Estruturado Lâmina (multi laminado): É constituído por uma base de painel de madeira compensada com número de lâminas variável conforme a espessura final do piso e revestido por uma lâmina mais fina de madeira que geralmente apresenta espessuras inferiores a 0,6mm. As espessuras finais dos pisos geralmente variam entre 7 e 15mm.
Piso laminado: São painéis de fibras ou partículas de madeira reconstituída, como MDF, HDF e MDP. Os painéis são revestidos por uma camada de papel impregnado com resina plástica, que proporciona variados padrões decorativos capazes de formar um mosaico.

## Manutenção
É necessário ter alguns cuidados na hora de limpar o piso de madeira pois pelas propriedades do material a madeira é capaz de sofrer alterações com o passar do tempo. Não é recomendável limpar o piso com água ou pano úmido devido a facilidade com que ele absorve água e ocasionalmente pode manchar ou empenar. Ná hora da limpeza, usar vassoura ou aspirador para tirar resíduos sólidos e não utilizar produtos químicos como detergentes com muita frequência. Também é necessário realizar um polimento a base de cera periodicamente.